# Ceeceenus pannosus
Ceeceenus pannosus är en korallart som beskrevs av van Ofwegen och Benayahu 2006. Ceeceenus pannosus ingår i släktet Ceeceenus och familjen Paralcyoniidae. Inga underarter finns listade i Catalogue of Life.